# Smithfield (Nebraska)
Smithfield – wieś w Stanach Zjednoczonych, w stanie Nebraska, w hrabstwie Gosper.